# Al-Namrood
 (juin 2020).
Al-Namrood (en arabe : ٱلنَّمْرُود, al-Namrūd) est un groupe de black metal saoudien formé en 2008. Le nom du groupe signifie « le non-croyeur » et est tiré du roi babylonien Nimrod. Le groupe a choisi ce nom comme une forme de défi à la religion. Les membres sont anonymes, car leur identification pourrait entraîner la peine de mort par les autorités saoudiennes,,.
Al-Namrood a sorti de nombreux albums et singles depuis ses débuts. Ils ont également sorti trois vidéoclips et sont actuellement chez le label canadien Shaytan Productions.

## Discographie

### Albums studio
- 2009 : Astfhl Al Thar ((ar)استُفحِل الثأر)
- 2010 : Estorat Taghoot ((ar)أُسطورة طاغوت)
- 2012 : Kitab Al Awthan ((ar)كتابُ الأوثان)
- 2014 : Heen Yadhar Al Ghasq ((ar)حينَ يَظهر الغسق)
- 2015 : Diaji Al Joor ((ar)دياجي الجور)
- 2017 : Enkar ((ar)إنكار)
- 2020 : Walaat ((ar)ولاءات)
- 29 avril 2022 : Worship the Degenerate